# Mameluški sultanat (Kairo)
Mameluški sultanat (arabsko سلطنة المماليك, latinizirano: Salṭanat al-Mamālīk) je bilo srednjeveško kraljestvo, ki je obsegalo Egipt, Levant in Hejaz, ki se je uveljavilo kot kalifat. Trajalo je od strmoglavljenja dinastije Ayyubid do osmanske osvajanja Egipta leta 1517. Zgodovinarji so dobo vladavine Mamlukov tradicionalno razdelili na dve obdobji - eno zajema 1250–1382, drugo pa 1382–1517. Zahodni zgodovinarji prvo imenujejo obdobje "Baḥrī", drugo pa "Burjī" zaradi politične prevlade režimov, znanih s temi imeni v posameznih obdobjih. Sodobni muslimanski zgodovinarji se sklicujejo na iste delitve kot "turško"in "čerkeško" obdobje, da bi poudarili spremembo etničnega izvora večine Mamlukov. Država Mamlūk je dosegla svoj vrh pod turško oblastjo in nato pod Čerkezi padla v dolgotrajno fazo propadanja.Vladajočo kasto sultanata so sestavljali Mameluki, vojaki pretežno Kuman-Kipčakov (s Krima), Čerkezi, Abhazi,  Oguški Turki in gruzijski sužnji.  Medtem ko so bili mamluki kupljeni, je bil njihov status nad običajnimi sužnji, ki niso smeli nositi orožja ali opravljati določenih nalog. Mamluki so veljali za "prave gospode", ki imajo socialni status nad državljani Egipta. Čeprav je proti koncu svojega obstoja upadal, je sultanat na vrhuncu predstavljal zenit srednjeveške egiptovske in levantinske politične, gospodarske in kulturne slave v islamski zlati dobi.
Izraz „mameluški sultanat“ je sodoben zgodovinopisni izraz. Arabski viri za obdobje Bahrijev, Mameluki dinastijo imenujejo država Turkov (arabsko: دولة الاتراك, Dawlat al-Atrāk; دولة الترك, Dawlat al-Turk) ali država Turčija (الدولة التركية, al- Dawla al-Turkiyya). Drugo uradno ime je bilo v času vladavine Burji država Čerkezi (دولة الجراكسة, Dawlat al-Jarākisa). Njegova različica (الدولة التركية الجراكسية, al-Dawla al-Turkiyya al-Jarakisiyya) je poudarila dejstvo, da so Čerkezi govorili turško.